# 3010 Ушаков
3010 Ушаков (3010 Ushakov) — астероїд головного поясу, відкритий 27 вересня 1978 року.
Тіссеранів параметр щодо Юпітера — 3,165.